# Fabian Gisler

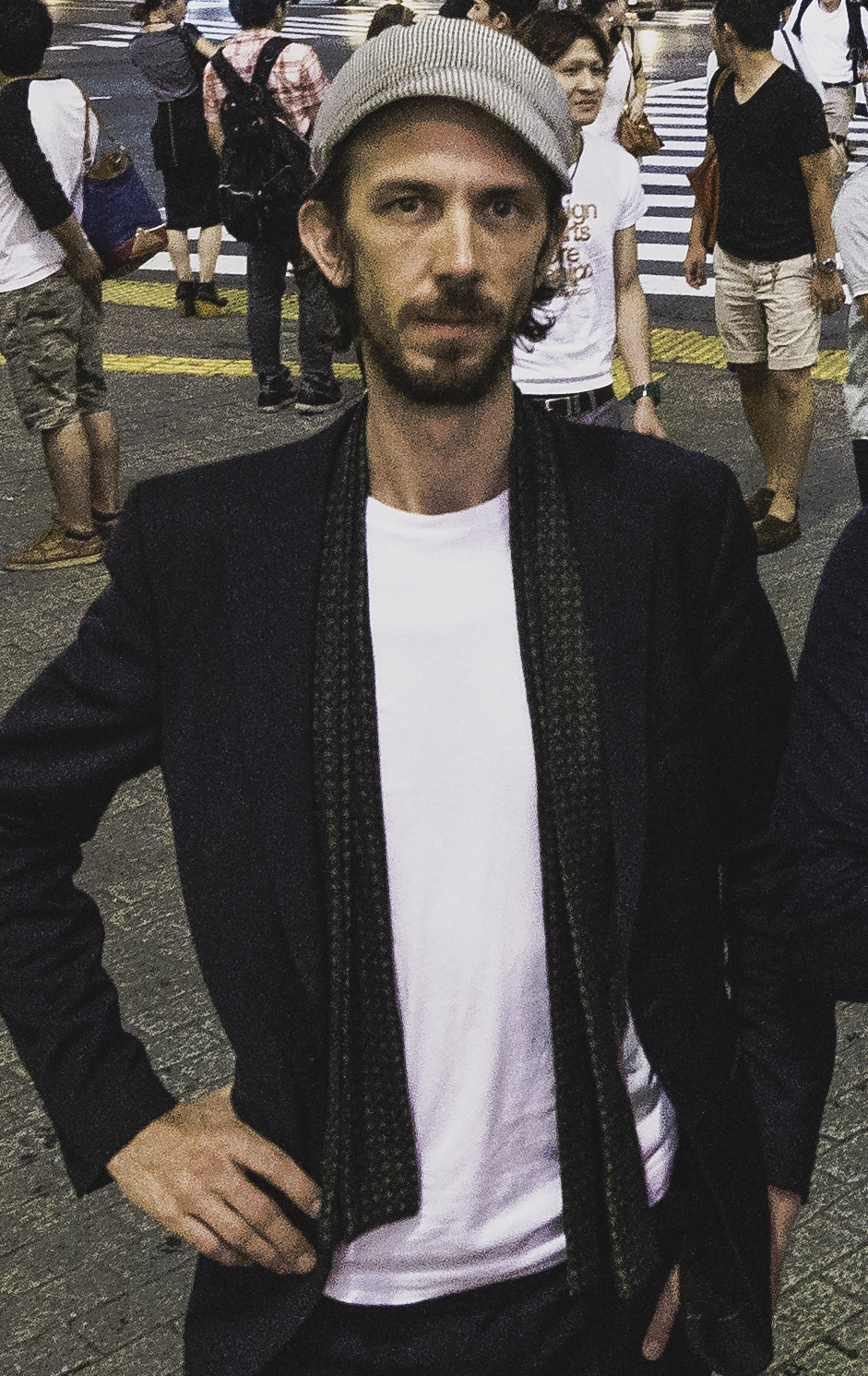
Fabian Gisler (2013)

Fabian Gisler (Zürich, 18 augustus 1977) is een Zwitserse jazzbassist en componist.

## Biografie
Gisler begon zijn loopbaan op de viool, maar stapte over op de contrabass. Hij studeerde aan de Swiss Jazz School, bij Peter Frei, Reggie Johnson, Bert Joris, Rufus Reid en Andy Scherrer. Tevens volgde hij masterclass-workshops met Ray Brown, George Gruntz, Dave Liebman, Joe Lovano en George Mraz. Van 2000 tot 2002 was hij lid van de Klezmer-band Kol Simcha, die in Europa en Amerika toerde.
Gisler speelt met een eigen kwartet en is actief in talrijke andere groepen, onder meer van Jürg Wickihalder en Robert Lakatos. Sinds 2004 speelt hij in het trio Rusconi, waarvoor hij ook componeert. Hij trad op met onder andere Franco Ambrosetti, Gianni Basso, Bill Carrothers, Philip Catherine, Don Friedman, Dusko Goykovich, Tony Lakatos, Dado Moroni, Dick Oatts, Dré Pallemaerts, Kurt Rosenwinkel, Gary Smulyan, Matthieu Michel, Makaya Ntshoko, Andy Scherrer, Roman Schwaller, Co Streiff, Nat Su, Kenny Werner en Nils Wogram.

## Prijzen en onderscheidingen
Gisler won in 1998 onder andere de new jazz generation contest in Bern. Tevens kreeg hij dat jaar een prijs voor nieuw talent op het 'generations - internationales jazztreffen frauenfeld'.

## Discografie (selectie)
- Soskin, McCaslin, Gisler, Hammer One (TCB Records 2005)
- Backyard Poets (hatOLOGY 2007, met Henrik Walsdorff, Colin Vallon, John Schröder)
- Alex Hendriksen, Jean-Paul Brodbeck, Fabian Gisler Back2Back (Anuk 2014)
- Jaeger - Gisler - Rainey A Pyramid Made of Music (Qilin Records 2015)